# Национални римски музеј
Национални римски музеј (итал. Museo Nazionale Romano) је археолошки музеј у Риму, где се налазе објекти и скулптуре везане за историју и културу града у време Старог Рима. 
Од 1990. године, колекције музеја се налазе на четири локације: Музеј у Диоклецијановим термама, Палата Масимо але Терме, Палата Алтемпс и Крипта Балби. 

## Галерија најпознатијих експоната
- Дискоболос
- Арес Лудовизи
- Трон Лудовизи
- Боксер из терми